# Coupe du monde de ski acrobatique 1997-1998
Navigation
Édition précédente Édition suivante
La Coupe du monde de ski acrobatique 1997-1998 est la dix-neuvième édition de la Coupe du monde de ski acrobatique organisée par la Fédération internationale de ski. Elle comprend quatre épreuves : le ski de bosses, le saut acrobatique, le ballet et le ski de bosses en parallèle.
 
L'Américaine Nikki Stone et le Français Fabrice Becker remportent tous deux le classement général pour la première fois.

## Déroulement de la compétition
Pour la première fois, la saison débute par une étape dans l'hémisphère sud pendant l'hiver austral, l'été dans l'hémisphère nord. C'est la station australienne de Mount Buller qui est l'hôte de cette première étape avancée, et devient pas la même occasion la première étape océanienne et de l’hémisphère sud de l'histoire de la Coupe du monde de ski acrobatique. La saison est composée de dix étapes, une en Océanie, trois en Amérique du Nord et six en Europe, et se déroule du 1er août 1997 au 15 mars 1998. Après les épreuves australiennes début août 1997, il y a un pause de quatre mois dans le calendrier des compétitions avant la reprise du circuit habituel début décembre. La saison se conclut par les finales d'Altenmarkt-Zauchensee.
Après deux saisons où le combiné n'était plus comptabilisé que pour les hommes, cette épreuve qualifiée de « papier » (puisque sans épreuve propre, étant composé de la somme des résultats en ballet, bosses et saut) disparaît totalement de la programmation. Non intégré aux Jeux olympiques à la différence des bosses (depuis 1992) et du saut (depuis 1994), le ballet est en perte de vitesse, et le nombre d’épreuves proposées en nette baisse : six au lieu des neuf de 1997.
La saison est interrompue début février par les Jeux olympiques de Nagano qui proposent les épreuves de ski de bosses et de saut acrobatique,,. Son palmarès est inédit puisque les deux athlètes qui remportent le classement général le font pour la première fois, et même unique fois, de leur carrière. Ce sont l'Américaine Nikki Stone, spécialiste du saut et le Français Fabrice Becker, spécialiste du ballet.
| \| Mount Buller \| Sites des compétitions de ski acrobatique en Australie |
| Mount Buller                                                              |

| Mount Buller |

| \| Hundfjället \| Sites des compétitions en Scandinavie |
| Hundfjället                                             |

| Hundfjället |

| \| Mont Tremblant Blackcomb Breckenridge \| Sites des compétitions de ski acrobatique en Amérique du Nord |
| Mont Tremblant Blackcomb Breckenridge                                                                     |

| Mont Tremblant Blackcomb Breckenridge |

| \| Tignes Piancavallo La Plagne Châtel Meiringen Altenmarkt im Pongau \| Sites des compétitions de ski acrobatique dans les Alpes |
| Tignes Piancavallo La Plagne Châtel Meiringen Altenmarkt im Pongau                                                                |

| Tignes Piancavallo La Plagne Châtel Meiringen Altenmarkt im Pongau |

| \| Mount Buller \| Sites des compétitions de ski acrobatique en Australie |
| Mount Buller                                                              |

| Mount Buller |

| \| Hundfjället \| Sites des compétitions en Scandinavie |
| Hundfjället                                             |

| Hundfjället |

| \| Mont Tremblant Blackcomb Breckenridge \| Sites des compétitions de ski acrobatique en Amérique du Nord |
| Mont Tremblant Blackcomb Breckenridge                                                                     |

| Mont Tremblant Blackcomb Breckenridge |

| \| Tignes Piancavallo La Plagne Châtel Meiringen Altenmarkt im Pongau \| Sites des compétitions de ski acrobatique dans les Alpes |
| Tignes Piancavallo La Plagne Châtel Meiringen Altenmarkt im Pongau                                                                |

| Tignes Piancavallo La Plagne Châtel Meiringen Altenmarkt im Pongau |

## Classements

### Général
| Rang | Nom                    | Points |
| ---- | ---------------------- | ------ |
| 1    | Fabrice Becker         | 109.00 |
| 2    | Jonny Moseley          | 99.00  |
| 3    | Ian Edmondson (de)     | 97.00  |
| 4    | Nicolas Fontaine       | 96.00  |
| 5    | Heini Baumgartner (de) | 94.00  |

| Rang | Nom                  | Points |
| ---- | -------------------- | ------ |
| 1    | Nikki Stone          | 98.00  |
| 2    | Elena Batalova (en)  | 98.00  |
| 3    | Oksana Kushenko (de) | 96.00  |
| 4    | Jacqui Cooper        | 94.00  |
| 5    | Marja Elfman (pl)    | 93.00  |

### Saut acrobatique
Chez les femmes, malgré une fin de saison tonitruante avec trois victoires en quatre courses, l'Australienne Jacqui Cooper doit s'incliner devant l'Américaine Nikki Stone qui grâce à quatre victoires et trois secondes places gagne son deuxième titre de la spécialité après celui de 1995. Chez les hommes, le Canadien Nicolas Fontaine (six podiums, deux victoires) résiste à son compatriote Andrew Capicik (en) et conserve son titre de 1997. Malgré ses trois victoires, l'Américain Eric Bergoust ne termine que quatrième de ce podium, une déception effacée par l'obtention du titre olympique à Nagano.
| Rang | Nom                 | Points |
| ---- | ------------------- | ------ |
| 1    | Nicolas Fontaine    | 672.00 |
| 2    | Andrew Capicik (en) | 632.00 |
| 3    | Britt Swartley (en) | 624.00 |
| 4    | Eric Bergoust       | 592.00 |
| 5    | Aleš Valenta        | 536.00 |

| Rang | Nom                   | Points |
| ---- | --------------------- | ------ |
| 1    | Nikki Stone           | 688.00 |
| 2    | Jacqui Cooper         | 660.00 |
| 3    | Kirstie Marshall      | 632.00 |
| 4    | Caroline Olivier (pl) | 596.00 |
| 5    | Veronica Brenner      | 584.00 |

### Ballet
Chez les femmes, les Russes continuent de dominer la compétition devant les suédoises : les six victoires reviennent à des skieuses russes dont quatre à la double tenante du titre Elena Batalova (en) qui est également sur les deux autres podiums et remporte son troisième titre d'affilée. Ses compatriotes Oksana Kushenko (de) (quatre podiums, une victoire) et Natalja Razumowska (pl) (trois podiums, une victoire) complètent le podium du classement de ballet. Les deux Suédoises Åsa Magnusson (pl) et Annika Johansson (de) (quatre podiums à elle deux) doivent se contenter des quatrième et cinquième places. Chez les hommes, pour sa dernière saison le Français Fabrice Becker remporte son troisième titre après 1994 et 1997 grâce à trois victoires et une seconde place. Le vétéran Américain Ian Edmondson (de) champion en 1982 dispute également sa dernière saison à quarante-et-un ans. Avec cinq podiums dont une victoire pour le dernier concours de sa longue carrière professionnelle, il se classe à la seconde place du classement.
| Rang | Nom                    | Points |
| ---- | ---------------------- | ------ |
| 1    | Fabrice Becker         | 388.00 |
| 2    | Ian Edmondson (de)     | 388.00 |
| 3    | Heini Baumgartner (de) | 376.00 |
| 4    | Konrad Hilpert (de)    | 368.00 |
| 5    | Steven Roxberg (pl)    | 340.00 |

| Rang | Nom                     | Points |
| ---- | ----------------------- | ------ |
| 1    | Elena Batalova (en)     | 392.00 |
| 2    | Oksana Kushenko (de)    | 384.00 |
| 3    | Natalja Razumowska (pl) | 364.00 |
| 4    | Åsa Magnusson (pl)      | 356.00 |
| 5    | Annika Johansson (de)   | 348.00 |

### Bosses
La saison de bosses comporte cette saison huit courses, qui chez les femmes se sont offertes à huit skieuses différentes. Huit vainqueurs d'épreuve mais une seule vainqueur au classement, la Suédoise Marja Elfman (pl) et ses trois secondes places. La tenante du titre, l'Allemande Tatjana Mittermayer, doit se contenter de le troisième place cette fois, tandis que la Française Candice Gilg se classe seconde. Chez les hommes, l'Américain Jonny Moseley domine la saison en remportant cinq des huit courses et détrône le Canadien Jean-Luc Brassard (trois podiums, deux victoires) double tenant du titre.
| Rang | Nom                  | Points |
| ---- | -------------------- | ------ |
| 1    | Jonny Moseley        | 596.00 |
| 2    | Jean-Luc Brassard    | 528.00 |
| 3    | Lauri Lassila (fi)   | 500.00 |
| 4    | Jesper Rönnbäck (sv) | 472.00 |
| 5    | Stéphane Rochon      | 472.00 |

| Rang | Nom                 | Points |
| ---- | ------------------- | ------ |
| 1    | Marja Elfman (pl)   | 560.00 |
| 2    | Candice Gilg        | 536.00 |
| 3    | Tatjana Mittermayer | 532.00 |
| 4    | Ann Battelle        | 524.00 |
| 5    | Kari Traa           | 516.00 |

### Bosses parallèles
Chez les femmes, la double championne en titre, la Française Candice Gilg ne termine que troisième, malgré deux victoires et une deuxième place, battue de justesse par la Norvégienne Kari Traa (deux victoires) et la Suédoise Marja Elfman (pl) (une victoire, une seconde place). Chez les hommes, le tenant du titre Français Thony Hemery réalise une mauvaise saison (il termine vingt-sixième du classement) et permet au champion de la première édition de remporter un second titre avec une victoire et deux seconde places en cinq courses. Le seul skieur à remporter deux victoires est le Français Johann Grégoire qui termine à la troisième place derrière le Canadien Jean-Luc Brassard.
| Rang | Nom                  | Points |
| ---- | -------------------- | ------ |
| 1    | Jesper Rönnbäck (sv) | 364.00 |
| 2    | Jean-Luc Brassard    | 316.00 |
| 3    | Johann Grégoire      | 312.00 |
| 4    | Fabrice Ougier (pl)  | 300.00 |
| 5    | Stéphane Rochon      | 284.00 |

| Rang | Nom                    | Points |
| ---- | ---------------------- | ------ |
| 1    | Kari Traa              | 344.00 |
| 2    | Marja Elfman (pl)      | 340.00 |
| 3    | Candice Gilg           | 336.00 |
| 4    | Brooke Ballachey (pl)  | 308.00 |
| 5    | Ann-Marie Pelchat (en) | 296.00 |

## Calendrier et podiums

### Hommes
| Date                                             | Lieu                  | Épreuve             | Vainqueur                | Second                        | Troisième              |
| ------------------------------------------------ | --------------------- | ------------------- | ------------------------ | ----------------------------- | ---------------------- |
| 1er août 1997                                    | Mount Buller          | Saut                | Nicolas Fontaine         | Matt Chojnacki (en)           | Andrew Capicik (en)    |
| 2 août 1997                                      | Mount Buller          | Saut                | Eric Bergoust            | Britt Swartley (en)           | Jeff Bean              |
| 5 décembre 1997                                  | Tignes                | Bosses              | Thony Hemery             | Jonny Moseley                 | Laurent Niol (pl)      |
| 6 décembre 1997                                  | Tignes                | Bosses en parallèle | Jean-Luc Brassard        | Jesper Rönnbäck (sv)          | Fabrice Ougier (pl)    |
| 12 décembre 1997                                 | Tignes                | Saut                | Britt Swartley (en)      | Mariano Ferrario (en)         | Andrew Capicik (en)    |
| 16 décembre 1997                                 | Piancavallo           | Saut                | Andrew Capicik (en)      | Nicolas Fontaine              | David Belhumeur (pl)   |
| 19 décembre 1997                                 | La Plagne             | Bosses              | Jonny Moseley            | Jean-François Cusson (pl)     | Stéphane Rochon        |
| 20 décembre 1997                                 | La Plagne             | Bosses              | Jonny Moseley            | Fabrice Ougier (pl)           | Lauri Lassila (fi)     |
| 9 janvier 1998                                   | Mont Tremblant        | Ballet              | Fabrice Becker           | Ian Edmondson (de)            | Heini Baumgartner (de) |
| 10 janvier 1998                                  | Mont Tremblant        | Saut                | Vasily Vorobyov (en)     | Eric Bergoust                 | Britt Swartley (en)    |
| 11 janvier 1998                                  | Mont Tremblant        | Bosses              | Jean-Luc Brassard        | Julien Regnier-Lafforgue (en) | Dominick Gauthier      |
| 23 janvier 1998                                  | Whistler Blackcomb    | Ballet              | Fabrice Becker           | Heini Baumgartner (de)        | Ian Edmondson (de)     |
| 24 janvier 1998                                  | Whistler Blackcomb    | Bosses              | Jean-Luc Brassard        | Lauri Lassila (fi)            | Yugo Tsukita           |
| 25 janvier 1998                                  | Whistler Blackcomb    | Saut                | Eric Bergoust            | Jonathan Sweet (en)           | Matt Chojnacki (en)    |
| 29 janvier 1998                                  | Breckenridge          | Ballet              | Konrad Hilpert           | Steven Roxberg (pl)           | Ian Edmondson (de)     |
| 30 janvier 1998                                  | Breckenridge          | Bosses              | Jonny Moseley            | Evan Dybvig (en)              | Lauri Lassila (fi)     |
| 31 janvier 1998                                  | Breckenridge          | Saut                | Kip Griffin (pl)         | David Belhumeur (pl)          | Nicolas Fontaine       |
| Jeux olympiques de Nagano (8 au 18 février 1998) |                       |                     |                          |                               |                        |
| 28 février 1998                                  | Châtel                | Bosses en parallèle | Johann Grégoire          | Kurre Lansburgh (pl)          | Travis Ramos (pl)      |
| 1er mars 1998                                    | Châtel                | Saut                | Aleksandr Mikhaylov (en) | Nicolas Fontaine              | Andrew Capicik (en)    |
| 2 mars 1998                                      | Châtel                | Bosses en parallèle | Fabrice Ougier (pl)      | Adrian Costa (en)             | Stéphane Rochon        |
| 6 mars 1998                                      | Meiringen Hasliberg   | Ballet              | Ian Edmondson (de)       | Fabrice Becker                | Antti Inberg (fi)      |
| 7 mars 1998                                      | Meiringen Hasliberg   | Saut                | Nicolas Fontaine         | Alexei Grishin                | Gerhard Melcher (de)   |
| 9 mars 1998                                      | Hundfjället           | Bosses              | Jonny Moseley            | Jesper Rönnbäck (sv)          | Janne Lahtela          |
| 10 mars 1998                                     | Hundfjället           | Bosses en parallèle | Jesper Rönnbäck (sv)     | Dominick Gauthier             | Sami Mustonen          |
| 13 mars 1998                                     | Altenmarkt Zauchensee | Ballet              | Fabrice Becker           | Konrad Hilpert (de)           | Heini Baumgartner (de) |
| 13 mars 1998                                     | Altenmarkt Zauchensee | Ballet              | Ian Edmondson (de)       | Heini Baumgartner (de)        | Konrad Hilpert (de)    |
| 13 mars 1998                                     | Altenmarkt Zauchensee | Saut                | Eric Bergoust            | Britt Swartley (en)           | Nicolas Fontaine       |
| 14 mars 1998                                     | Altenmarkt Zauchensee | Bosses              | Jonny Moseley            | Fabrice Ougier (pl)           | Jean-Luc Brassard      |
| 15 mars 1998                                     | Altenmarkt Zauchensee | Bosses en parallèle | Johann Grégoire          | Jesper Rönnbäck (sv)          | Stian Overå (pl)       |

### Femmes
| Date                                             | Lieu                  | Épreuve             | Vainqueur               | Second                  | Troisième               |
| ------------------------------------------------ | --------------------- | ------------------- | ----------------------- | ----------------------- | ----------------------- |
| 1er août 1997                                    | Mount Buller          | Saut                | Nikki Stone             | Veronica Brenner        | Caroline Olivier (pl)   |
| 2 août 1997                                      | Mount Buller          | Saut                | Guo Dandan (pl)         | Veronica Brenner        | Kirstie Marshall        |
| 5 décembre 1997                                  | Tignes                | Bosses              | Liz McIntyre            | Marja Elfman (pl)       | Tatjana Mittermayer     |
| 6 décembre 1997                                  | Tignes                | Bosses en parallèle | Candice Gilg            | Anne-Marie Pelchat (pl) | Ann Battelle            |
| 12 décembre 1997                                 | Tignes                | Saut                | Nikki Stone             | Colette Brand           | Caroline Olivier (pl)   |
| 16 décembre 1997                                 | Piancavallo           | Saut                | Nikki Stone             | Veronica Brenner        | Jacqui Cooper           |
| 19 décembre 1997                                 | La Plagne             | Bosses              | Anja Bolbjerg (pl)      | Candice Gilg            | Kari Traa               |
| 20 décembre 1997                                 | La Plagne             | Bosses              | Marja Elfman (pl)       | Ann Battelle            | Gabriele Rauscher (de)  |
| 9 janvier 1998                                   | Mont Tremblant        | Ballet              | Elena Batalova (en)     | Natalja Razumowska (pl) | Annika Johansson (de)   |
| 10 janvier 1998                                  | Mont Tremblant        | Saut                | Ji Xiao’ou (pl)         | Jacqui Cooper           | Kirstie Marshall        |
| 11 janvier 1998                                  | Mont Tremblant        | Bosses              | Candice Gilg            | Ann Battelle            | Tatjana Mittermayer     |
| 23 janvier 1998                                  | Whistler Blackcomb    | Ballet              | Natalja Razumowska (pl) | Elena Batalova (en)     | Zuzana Smerčiaková (pl) |
| 24 janvier 1998                                  | Whistler Blackcomb    | Bosses              | Ann Battelle            | Candice Gilg            | Kari Traa               |
| 25 janvier 1998                                  | Whistler Blackcomb    | Saut                | Nikki Stone             | Jacqui Cooper           | Nataliya Orekhova (en)  |
| 29 janvier 1998                                  | Breckenridge          | Ballet              | Elena Batalova (en)     | Natalja Razumowska (pl) | Nataliya Orekhova (en)  |
| 30 janvier 1998                                  | Breckenridge          | Bosses              | Jenny Eidolf (pl)       | Sara Kjellin (sv)       | Kelly Ringstad (en)     |
| 31 janvier 1998                                  | Breckenridge          | Saut                | Jacqui Cooper           | Nikki Stone             | Colette Brand           |
| Jeux olympiques de Nagano (8 au 18 février 1998) |                       |                     |                         |                         |                         |
| 28 février 1998                                  | Châtel                | Bosses en parallèle | Candice Gilg            | Marja Elfman (pl)       | Brooke Ballachey (pl)   |
| 1er mars 1998                                    | Châtel                | Saut                | Jacqui Cooper           | Kirstie Marshall        | Nataliya Orekhova (en)  |
| 2 mars 1998                                      | Châtel                | Bosses en parallèle | Marja Elfman (pl)       | Brooke Ballachey (pl)   | Anne-Marie Pelchat (pl) |
| 6 mars 1998                                      | Meiringen Hasliberg   | Ballet              | Jelena Batalowa (de)    | Oksana Kushenko (de)    | Annika Johansson (de)   |
| 7 mars 1998                                      | Meiringen Hasliberg   | Saut                | Jacqui Cooper           | Nikki Stone             | Michèle Rohrbach (pl)   |
| 9 mars 1998                                      | Hundfjället           | Bosses              | Tae Satoya              | Marja Elfman (pl)       | Kari Traa               |
| 10 mars 1998                                     | Hundfjället           | Bosses en parallèle | Kari Traa               | Candice Gilg            | Sandra Schmitt          |
| 13 mars 1998                                     | Altenmarkt Zauchensee | Ballet              | Jelena Batalowa (de)    | Oksana Kushenko (de)    | Åsa Magnusson (pl)      |
| 13 mars 1998                                     | Altenmarkt Zauchensee | Ballet              | Oksana Kushenko (de)    | Åsa Magnusson (pl)      | Jelena Batalowa (de)    |
| 13 mars 1998                                     | Altenmarkt Zauchensee | Saut                | Kirstie Marshall        | Nikki Stone             | Nataliya Orekhova (en)  |
| 14 mars 1998                                     | Altenmarkt Zauchensee | Bosses              | Kari Traa               | Marja Elfman (pl)       | Tatjana Mittermayer     |
| 15 mars 1998                                     | Altenmarkt Zauchensee | Bosses en parallèle | Kari Traa               | Jenny Eidolf (pl)       | Jillian Vogtli (en)     |

### Résultats officiels
1. ↑  (en) « Mt. Buller (AUS) World Cup - Men's aerials », sur fis-ski.com (consulté le 18 janvier 2021)
2. ↑  (en) « Mt. Buller (AUS) World Cup - Men's aerials », sur fis-ski.com (consulté le 18 janvier 2021)
3. ↑  (en) « Tignes (FRA) World Cup - Men's moguls », sur fis-ski.com (consulté le 18 janvier 2021)
4. ↑  (en) « Tignes (FRA) World Cup - Men's dual moguls », sur fis-ski.com (consulté le 18 janvier 2021)
5. ↑  (en) « Tignes (FRA) World Cup - Men's aerials », sur fis-ski.com (consulté le 18 janvier 2021)
6. ↑  (en) « Piancavallo (ITA) World Cup - Men's aerials », sur fis-ski.com (consulté le 18 janvier 2021)
7. ↑  (en) « La Plagne (FRA) World Cup - Men's moguls », sur fis-ski.com (consulté le 18 janvier 2021)
8. ↑  (en) « La Plagne (FRA) World Cup - Men's moguls », sur fis-ski.com (consulté le 18 janvier 2021)
9. ↑  (en) « Mont Tremblant (CAN) World Cup - Men's acro », sur fis-ski.com (consulté le 19 janvier 2021)
10. ↑  (en) « Mont Tremblant (CAN) World Cup - Men's aerials », sur fis-ski.com (consulté le 19 janvier 2020)
11. ↑  (en) « Mont Tremblant (CAN) World Cup - Men's moguls », sur fis-ski.com (consulté le 19 janvier 2020)
12. ↑  (en) « Blackcomb (CAN) World Cup - Men's acro », sur fis-ski.com (consulté le 19 janvier 2021)
13. ↑  (en) « Blackcomb (CAN) World Cup - Men's moguls », sur fis-ski.com (consulté le 19 janvier 2021)
14. ↑  (en) « Blackcomb (CAN) World Cup - Men's aerials », sur fis-ski.com (consulté le 19 janvier 2021)
15. ↑  (en) « Breckenridge (USA) World Cup - Men's acro », sur fis-ski.com (consulté le 19 janvier 2021)
16. ↑  (en) « Breckenridge (USA) World Cup - Men's moguls », sur fis-ski.com (consulté le 19 janvier 2021)
17. ↑  (en) « Breckenridge (USA) World Cup - Men's aerials », sur fis-ski.com (consulté le 19 janvier 2021)
18. ↑  (en) « Chatel (FRA) World Cup - Men's dual moguls », sur fis-ski.com (consulté le 19 janvier 2021)
19. ↑  (en) « Chatel (FRA) World Cup - Men's aerials », sur fis-ski.com (consulté le 19 janvier 2021)
20. ↑  (en) « Chatel (FRA) World Cup - Men's dual moguls », sur fis-ski.com (consulté le 19 janvier 2021)
21. ↑  (en) « Meiringen-Hasliberg (SUI) World Cup - Men's acro », sur fis-ski.com (consulté le 19 janvier 2021)
22. ↑  (en) « Meiringen-Hasliberg (SUI) World Cup - Men's moguls », sur fis-ski.com (consulté le 19 janvier 2021)
23. ↑  (en) « Hundfjallet (SWE) World Cup - Men's moguls », sur fis-ski.com (consulté le 19 janvier 2021)
24. ↑  (en) « Hundfjallet (SWE) World Cup - Men's dual moguls », sur fis-ski.com (consulté le 19 janvier 2021)
25. ↑  (en) « Altenmarkt-Zauchensee (AUT) World Cup - Men's acro », sur fis-ski.com (consulté le 19 janvier 2021)
26. ↑  (en) « Altenmarkt-Zauchensee (AUT) World Cup - Men's acro », sur fis-ski.com (consulté le 19 janvier 2021)
27. ↑  (en) « Altenmarkt-Zauchensee (AUT) World Cup - Men's aerials », sur fis-ski.com (consulté le 19 janvier 2021)
28. ↑  (en) « Altenmarkt-Zauchensee (AUT) World Cup - Men's moguls », sur fis-ski.com (consulté le 19 janvier 2021)
29. ↑  (en) « Altenmarkt-Zauchensee (AUT) World Cup - Men's dual moguls », sur fis-ski.com (consulté le 19 janvier 2021)
30. ↑  (en) « Mt. Buller (AUS) World Cup - Women's aerials », sur fis-ski.com (consulté le 22 janvier 2021)
31. ↑  (en) « Mt. Buller (AUS) World Cup - Men's aerials », sur fis-ski.com (consulté le 22 janvier 2021)
32. ↑  (en) « Tignes (FRA) World Cup - Women's moguls », sur fis-ski.com (consulté le 22 janvier 2021)
33. ↑  (en) « Tignes (FRA) World Cup - Women's dual moguls », sur fis-ski.com (consulté le 22 janvier 2021)
34. ↑  (en) « Tignes (FRA) World Cup - Women's aerials », sur fis-ski.com (consulté le 22 janvier 2021)
35. ↑  (en) « Piancavallo (ITA) World Cup - Women's aerials », sur fis-ski.com (consulté le 22 janvier 2021)
36. ↑  (en) « La Plagne (FRA) World Cup - Women's moguls », sur fis-ski.com (consulté le 22 janvier 2021)
37. ↑  (en) « La Plagne (FRA) World Cup - Women's moguls », sur fis-ski.com (consulté le 22 janvier 2021)
38. ↑  (en) « Mont Tremblant (CAN) World Cup - Women's acro », sur fis-ski.com (consulté le 22 janvier 2021)
39. ↑  (en) « Mont Tremblant (CAN) World Cup - Women's aerials », sur fis-ski.com (consulté le 22 janvier 2020)
40. ↑  (en) « Mont Tremblant (CAN) World Cup - Women's moguls », sur fis-ski.com (consulté le 22 janvier 2020)
41. ↑  (en) « Blackcomb (CAN) World Cup - Women's acro », sur fis-ski.com (consulté le 22 janvier 2021)
42. ↑  (en) « Blackcomb (CAN) World Cup - Women's moguls », sur fis-ski.com (consulté le 22 janvier 2021)
43. ↑  (en) « Blackcomb (CAN) World Cup - Women's aerials », sur fis-ski.com (consulté le 22 janvier 2021)
44. ↑  (en) « Breckenridge (USA) World Cup - Women's acro », sur fis-ski.com (consulté le 22 janvier 2021)
45. ↑  (en) « Breckenridge (USA) World Cup - Women's moguls », sur fis-ski.com (consulté le 22 janvier 2021)
46. ↑  (en) « Breckenridge (USA) World Cup - Women's aerials », sur fis-ski.com (consulté le 22 janvier 2021)
47. ↑  (en) « Chatel (FRA) World Cup - Women's dual moguls », sur fis-ski.com (consulté le 22 janvier 2021)
48. ↑  (en) « Chatel (FRA) World Cup - Women's aerials », sur fis-ski.com (consulté le 22 janvier 2021)
49. ↑  (en) « Chatel (FRA) World Cup - Women's dual moguls », sur fis-ski.com (consulté le 22 janvier 2021)
50. ↑  (en) « Meiringen-Hasliberg (SUI) World Cup - Women's acro », sur fis-ski.com (consulté le 22 janvier 2021)
51. ↑  (en) « Meiringen-Hasliberg (SUI) World Cup - Women's moguls », sur fis-ski.com (consulté le 22 janvier 2021)
52. ↑  (en) « Hundfjallet (SWE) World Cup - Women's moguls », sur fis-ski.com (consulté le 22 janvier 2021)
53. ↑  (en) « Hundfjallet (SWE) World Cup - Women's dual moguls », sur fis-ski.com (consulté le 22 janvier 2021)
54. ↑  (en) « Altenmarkt-Zauchensee (AUT) World Cup - Women's acro », sur fis-ski.com (consulté le 22 janvier 2021)
55. ↑  (en) « Altenmarkt-Zauchensee (AUT) World Cup - Women's acro », sur fis-ski.com (consulté le 22 janvier 2021)
56. ↑  (en) « Altenmarkt-Zauchensee (AUT) World Cup - Women's aerials », sur fis-ski.com (consulté le 22 janvier 2021)
57. ↑  (en) « Altenmarkt-Zauchensee (AUT) World Cup - Women's moguls », sur fis-ski.com (consulté le 22 janvier 2021)
58. ↑  (en) « Altenmarkt-Zauchensee (AUT) World Cup - Women's dual moguls », sur fis-ski.com (consulté le 22 janvier 2021)